# Jan Janovský
Jan Janovský (ur. 20 czerwca 1985 w Hawierzowie) – czeski futsalista, zawodnik Rekordu Bielsko-Biała, reprezentant Czech. Do największych klubowych sukcesów Czecha należą: Mistrzostwo Czech z Jistebnikiem Ostrava i Mistrzostwa Polski z Akademią FC Pniewy i Rekordem Bielsko-Biała. Z reprezentacją Czech w 2010 r. wywalczył trzecie miejsce na Mistrzostwach Europy. Dwa razy uczestniczył w Mistrzostwach Świata - w 2008 r. i 2012 r..